# Ferrari F2001
Ferrari F2001 – samochód Formuły 1, zaprojektowany przez Rossa Brawna i Rory'ego Byrne'a na sezon 2001, używany także na początku roku 2002. Model przyczynił się do zdobycia tytułu mistrza świata kierowców przez Michaela Schumachera oraz konstruktorów przez Ferrari.

## Specyfikacja techniczna
Przepisy na sezon 2001 wymuszały przeprojektowanie spojlerów w celu zmniejszenia docisku; przedni spojler był wyższy niż w poprzedniku i miał kształt łyżki. Monokok został skonstruowany z kompozytu włókna węglowego o strukturze plastra miodu. Na niezależne zawieszenie składały popychacze aktywujące skręcane sprężyny oraz amortyzatory Sachs. Pojemność zamontowanej centralnie wzdłużnie jednostki napędowej w konfiguracji V10 wynosiła 2997 cm³. Rozwijała ona moc maksymalną 835 KM przy 18 500 rpm. Blok oraz głowica silnika zostały wykonane ze stopów aluminium. Na układ hamulcowy składały się wykonane z włókna węglowego tarcze oraz zaciski Brembo. Układ przeniesienia napędu stanowiły siedmiobiegowa, kontrolowana elektronicznie półautomatyczna skrzynia biegów oraz dyferencjał o ograniczonym poślizgu. Za doprowadzenie paliwa oraz zapłon odpowiedzialne były cyfrowe systemy elektroniczne Magneti Marelli.
Wyprodukowano 11 egzemplarzy samochodu.

## F2001 w wyścigach
Samochód, będący następcą udanego F1-2000, został zaprezentowany pod koniec stycznia 2001 roku, a jego kierowcami byli Michael Schumacher i Rubens Barrichello. Sezon okazał się dla Ferrari równie udany co poprzedni. Schumacher wygrał 9 z 17 wyścigów (wyrównując rekord Nigela Mansella z 1992 roku oraz swój z lat 1995 oraz 2000) i zapewnił sobie swój czwarty tytuł podczas Grand Prix Węgier, na cztery wyścigi przed zakończeniem sezonu; Ferrari triumfowało także w klasyfikacji konstruktorów, z przewagą 77 punktów nad drugim McLarenem. Barrichello natomiast nie zdołał wygrać ani jednego wyścigu i ukończył sezon na trzecim miejscu, za Davidem Coulthardem. Schumacher po zakończeniu sezonu był kierowcą z największą liczbą punktów (801) i zwycięstw (53) w historii Formuły 1.
Samochód zdobył nagrodę dla najlepszego samochodu wyścigowego roku 2001, przyznawaną przez Autosport.
Ze względu na obawy Ferrari o niezawodność nowego F2002, włoski zespół wystawił model F2001 również w trzech pierwszych Grand Prix sezonu 2002 (w Grand Prix Brazylii tylko dla Rubensa Barrichello). Schumacher wygrał jeszcze Grand Prix Australii 2002 i było to ostatnie zwycięstwo modelu F2001.

## Wyniki w Formule 1
| Legenda oznaczeń w tabelach wyników Wyświetl szablon na nowej stronie | Legenda oznaczeń w tabelach wyników Wyświetl szablon na nowej stronie                                                                     |
| Oznaczenie                                                            | Wyjaśnienie |
| --------------------------------------------------------------------- | --- |
| Złoty                                                                 | Zwycięzca lub mistrzostwo |
| Srebrny                                                               | 2. miejsce lub wicemistrzostwo |
| Brązowy                                                               | 3. miejsce lub II wicemistrzostwo |
| Zielony                                                               | Ukończył, punktował (w klasyfikacji generalnej, gdy zdobył co najmniej jeden punkt na przestrzeni sezonu, poza trzema powyższymi opcjami) |
| Niebieski                                                             | Ukończył, nie punktował (w klasyfikacji generalnej, gdy nie zdobył co najmniej jednego punktu na przestrzeni sezonu)                      |
| Czerwony                                                              | Nie zakwalifikował się (NZ) |
| Czerwony                                                              | Nie prekwalifikował się (NPK) |
| Różowy                                                                | Nie ukończył (NU) |
| Różowy                                                                | Niesklasyfikowany (NS) (w klasyfikacji generalnej, gdy nie został sklasyfikowany w żadnym wyścigu sezonu)                                 |
| Czarny                                                                | Zdyskwalifikowany (DK) |
| Czarny                                                                | Wykluczony (WYK/EX) |
| Biały                                                                 | Nie wystartował (NW) |
| Biały                                                                 | Kontuzjowany (K/INJ) |
| Biały                                                                 | Wyścig odwołany (OD/C) |
| Bez koloru                                                            | Został wycofany (WYC/WD) |
| Bez koloru                                                            | Nie przybył (NP/DNA) |
| Bez koloru                                                            | Nie brał udziału w treningach (NT/DNP) |
| Bez koloru                                                            | Nie został zgłoszony (–) |
| Pogrubienie                                                           | Start z pole position |
| Kursywa                                                               | Najszybsze okrążenie wyścigu |
| †                                                                     | Nie ukończył, ale jego rezultat został zaliczony ze względu na przejechanie więcej niż 90% dystansu wyścigu.                              |
| *                                                                     | Sezon w trakcie |
| 1/2/3                                                                 | Punktowana pozycja w sprincie kwalifikacyjnym                                                                                             |
| Lista systemów punktacji Formuły 1                                    | |

| Sezon | Zespół                    | Silnik  | Kierowcy           | Wyniki w poszczególnych eliminacjach | Wyniki w poszczególnych eliminacjach | Wyniki w poszczególnych eliminacjach | Wyniki w poszczególnych eliminacjach | Wyniki w poszczególnych eliminacjach | Wyniki w poszczególnych eliminacjach | Wyniki w poszczególnych eliminacjach | Wyniki w poszczególnych eliminacjach | Wyniki w poszczególnych eliminacjach | Wyniki w poszczególnych eliminacjach | Wyniki w poszczególnych eliminacjach | Wyniki w poszczególnych eliminacjach | Wyniki w poszczególnych eliminacjach | Wyniki w poszczególnych eliminacjach | Wyniki w poszczególnych eliminacjach | Wyniki w poszczególnych eliminacjach | Wyniki w poszczególnych eliminacjach | Wyniki kierowców | Wyniki kierowców | Wyniki konstruktora | Wyniki konstruktora |
| 2001  |                           |         |                    | Australia                            | Malezja                              | Brazylia                             | San Marino                           | Hiszpania                            | Austria                              | Monako                               | Kanada                               | Unia Europejska                      | Francja                              | Wielka Brytania                      | Niemcy                               | Węgry                                | Belgia                               | Włochy                               | Stany Zjednoczone                    | Japonia                              | Pkt.             | Msc.             | Pkt.                | Msc.                |
| ----- | ------------------------- | ------- | ------------------ | ------------------------------------ | ------------------------------------ | ------------------------------------ | ------------------------------------ | ------------------------------------ | ------------------------------------ | ------------------------------------ | ------------------------------------ | ------------------------------------ | ------------------------------------ | ------------------------------------ | ------------------------------------ | ------------------------------------ | ------------------------------------ | ------------------------------------ | ------------------------------------ | ------------------------------------ | ---------------- | ---------------- | ------------------- | ------------------- |
| 2001  | Scuderia Ferrari Marlboro | Ferrari | Michael Schumacher | 1                                    | 1                                    | 2                                    | NU                                   | 1                                    | 2                                    | 1                                    | 2                                    | 1                                    | 1                                    | 2                                    | NU                                   | 1                                    | 1                                    | 4                                    | 2                                    | 1                                    | 123              | 1                | 179                 | 1                   |
| 2001  | Scuderia Ferrari Marlboro | Ferrari | Rubens Barrichello | 3                                    | 2                                    | NU                                   | 3                                    | NU                                   | 3                                    | 2                                    | NU                                   | 5                                    | 3                                    | 3                                    | 2                                    | 2                                    | 5                                    | 2                                    | 15                                   | 5                                    | 56               | 3                | 179                 | 1                   |
| 2002  |                           |         |                    | Australia                            | Malezja                              | Brazylia                             | San Marino                           | Hiszpania                            | Austria                              | Monako                               | Kanada                               | Unia Europejska                      | Wielka Brytania                      | Francja                              | Niemcy                               | Węgry                                | Belgia                               | Włochy                               | Stany Zjednoczone                    | Japonia                              | Pkt.             | Msc.             | Pkt.                | Msc.                |
| 2002  | Scuderia Ferrari Marlboro | Ferrari | Michael Schumacher | 1                                    | 3                                    | -                                    | -                                    | -                                    | -                                    | -                                    | -                                    | -                                    | -                                    | -                                    | -                                    | -                                    | -                                    | -                                    | -                                    | -                                    | 14 (144)         | 1                | 14 (221)            | 1                   |
| 2002  | Scuderia Ferrari Marlboro | Ferrari | Rubens Barrichello | NU                                   | NU                                   | NU                                   | -                                    | -                                    | -                                    | -                                    | -                                    | -                                    | -                                    | -                                    | -                                    | -                                    | -                                    | -                                    | -                                    | -                                    | 0 (77)           | 2                | 14 (221)            | 1                   |